# معركة اسقفية
في سنة 1005م تقدم ابن طيبون على رأس قوة فاطمية مع قبيلة لواتةالبربرية لكي يقتل أبو ركوة فالتقة الجيشان في مكان يعرف باسم اسقفية فنهزم ابن طيبون وقتل مع أفراد كبيره من جيشه   
1. ↑  ابو الحسن (ج 4  ص216). كتاب النجوم الزاهرة. {{استشهاد بكتاب}}: تحقق من التاريخ في: |تاريخ= (مساعدة)
2. ↑  الانطاكي (ص26). كتاب صلة تاريخ اوتيخا. {{استشهاد بكتاب}}: تحقق من التاريخ في: |تاريخ= (مساعدة)
3. ↑  محمد حسين محاسنة (ص 248). كتاب ثورة ابو ركوة ضد الخلافة الفاطمية. {{استشهاد بكتاب}}: تحقق من التاريخ في: |تاريخ= (مساعدة)